# Giant Forest

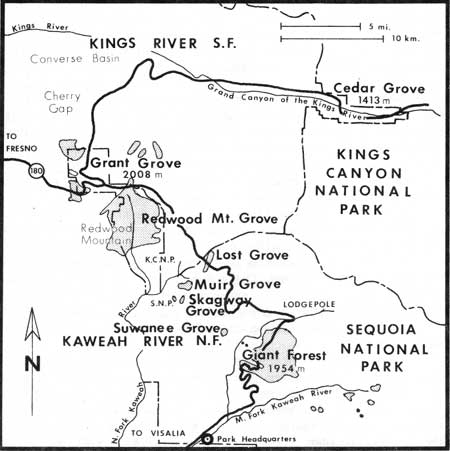
locatie van Giant Forest

Giant Forest (letterlijk vertaald: Reuzenbos) is een beroemd bos in Sequoia National Park in Californië (Verenigde Staten). Het bos is beroemd om zijn reusachtige mammoetbomen. Dit bergbos, gelegen op meer dan 1800 meter boven zeeniveau in de westelijke Sierra Nevada van Californië, heeft een oppervlakte van 7,6 km². Het Giant Forest is het meest toegankelijke van alle sequoiabossen, want het heeft meer dan 64 km aan wandelpaden.
Vijf van de tien grootste bomen op aarde bevinden zich in het Giant Forest. De grootste van deze, General Sherman, is 84 meter hoog, heeft een diameter van 7,7 meter en is tussen de 2300 en 2700 jaar oud. De mammoetbomen zijn grootste boomsoorten op aarde, en behoren tot de vijf boomsoorten die 90 meter hoog kunnen worden. De andere soorten die 90 meter hoog kunnen worden zijn de kustmammoetboom, Eucalyptus regnans, douglasspar en de sitkaspar.

## Regio
Giant Forest ligt dicht bij de Crystal Cave, Moro Rock en Crescent Meadow. Verder is er het westelijke beginpunt van de High Sierra Trail, een lange wandelroute die de bergketen Sierra Nevada doorkruist met als eindpunt de Mount Whitney, de hoogste berg van de Aaneengesloten Staten.
Er leven herten, Douglas eekhoorns en Amerikaanse zwarte beren. De parkbeheerders waarschuwen bezoekers om geen voedsel achter te laten in hun voertuigen, omdat de beren kunnen inbreken om het voedsel te bemachtigen.

## Belangrijke bomen
| Naam            | Locatie        | Hoogte (meter) | Omtrek (meter) | Volume (kubieke meter) |
| --------------- | -------------- | -------------- | -------------- | ---------------------- |
| General Sherman | Giant Forest   | 83,79          | 31,27          | 1486,9                 |
| General Grant   | Grant Grove    | 81,72          | 32,77          | 1319,8                 |
| President       | Giant Forest   | 73,43          | 28,35          | 1278,4                 |
| Lincoln         | Giant Forest   | 77,97          | 29,96          | 1259,3                 |
| Stagg           | Alder Creek    | 74,07          | 33,22          | 1205,0                 |
| Boole           | Converse Basin | 81,93          | 34,44          | 1202,7                 |
| Genesis         | Mountain Home  | 77,11          | 26,00          | 1186,4                 |
| Franklin        | Giant Forest   | 68,21          | 28,90          | 1168,9                 |
| King Arthur     | Garfield Grove | 82,39          | 31,76          | 1151,2                 |
| Monroe          | Giant Forest   | 75,5           | 27,8           | 1135,6                 |